# 명덕여자중학교 (울산)
명덕여자중학교(明德女子中學校)는 대한민국 울산광역시 동구 화정동에 있는 공립 중학교이다.

## 학교 연혁
- 1991년 1월 24일 : 화정여자중학교 설립인가(21학급)
- 1991년 2월 26일 : 명덕여자중학교로 교명 변경 인가
- 1991년 3월 1일 : 초대 차원석 교장 취임
- 1991년 3월 11일 : 개교 및 입학식
- 2023년 3월 1일 : 제20대 김미현 교장 취임
- 2023년 3월 2일 : 제33회 입학식 (입학생 166명)
- 2023년 12월 27일 : 제31회 졸업식 (졸업생 29명, 누계 10,070명)

## 참고 자료
- 명덕여자중학교 - 한국교육학술정보원 학교알리미